# Stan Mudenge
Isaak Stanislaus Gorerazvo Mudenge, né le 17 décembre 1941 en Rhodésie du Sud et mort le 4 octobre 2012 à Masvingo, est un homme politique zimbabwéen, ministre de l'Enseignement supérieur. Il était ministre des Affaires étrangères de 1995 à 2005.

## Biographie
Stan Mudenge est un historien de l'histoire africaine avec spécialité en histoire pré-coloniale du Zimbabwe. Il a publié plusieurs ouvrages dans ce domaine.
Dans un remaniement du gouvernement en avril 2005, il a été remplacé en tant que ministre des Affaires étrangères par Simbarashe Mumbengegwi et a été nommé ministre de l'Enseignement supérieur à la place. Cela a été considéré comme une rétrogradation et suit le soutien de Mudenge pour Jonathan Moyo à l'encontre de Joyce Mujuru dans le ZANU-PF.
Dans le ZANU-PF, il s'est aligné avec la faction Masvingo (Mnangagwa), qui est antagoniste à la faction de Mujuru en raison de querelles concernant l'ascendance à la présidence si Mugabe quittait ses fonctions.